# Bob Harras
Robert Harras, detto Bob (11 gennaio 1959), è un fumettista e curatore editoriale statunitense.
È stato editor-in-chief (curatore/supervisore capo) delle due principali case editrici di fumetti supereroistici statunitensi, prima della Marvel Comics dal 1995 al 2000 e poi della concorrente DC Comics dal 2010 al 2020, quando viene licenziato insieme a gran numero di impiegati dello staff editoriale. Decisione presa dalla nuova presidenza di Pam Lifford (dal 2018) salita a quel ruolo dopo la fusione della corporation AT&T e Warner Bros. Il nuovo gruppo impone severi tagli delle spese per la sezione DC Entertainment e Bob rientra a far parte di quell'evento editoriale ricordato come il DC Bloodbath.
Dopo un periodo sabbatico, nel marzo 2023, viene annunciato il suo rientro come Editor-in-Large della casa editrice Immortal Studios.

## Carriera

### Gli esordi e l'affermazione come Editor (1974-1988)
Ha iniziato la sua carriera nel mondo dei supereroi come assistente di Ralph Macchio alla Marvel nel 1974 occupandosi di titoli minori quali The Saga of Crystal, Dazzler, Rom, U.S.1, e i micronauti, alcuni di questi dati su licenza. Il suo primo ruolo importante come Editor lo ottiene nel 1988 in seguito all'allontanamento di Jim Shooter come Editor-in-Chief, al quale succede Tom DeFalco. La nuova politica seguita da DeFalco differisce da quella di Shooter il quale aveva accentrato su di sé tutte le scelte editoriali più importanti, andando incontro a polemiche e malumori con gli altri editor e con quegli stessi autori che lui aveva lanciato nella seconda metà degli anni settanta quali Frank Miller e John Byrne. Con la nuova gestione si amplia il numero degli editor, ai quali DeFalco dà più autonomia decisionale e creativa in relazione al parco testate che viene assegnato loro. Tra questi abbiamo, oltre lo stesso Harras, Craig Anderson, Dan Chichester, Don Daley, Terry Kavanagh, Howard Mackie, Carl Potts e Jim Salicrup. Ad Harras ricade un ruolo fondamentale in quanto diviene responsabile di tutte le collane mutanti, in un periodo in cui la serie Unncanny X-Men di Chris Claremont è la più venduta da ormai un decennio, con un continuo aumento di popolarità di questi personaggi con serie e miniserie spin-off da gestire. Harras prese delle decisioni che risulteranno vincenti, ma che sono alla base della fondazione della Image Comics (nel 1992), destinata a divenire la casa editrice indipendente di maggior successo e segnando l'inizio della Modern Age del fumetto statunitense.

### Gli anni novanta (1990-1999)
La prima scelta riguarda la serie New Mutants, la meno venduta tra le testate mutanti e scritta da Louise Simonson. A partire dal n. 86 (febbraio 1990) Harras ingaggia (azzardando) un giovanissimo Rob Liefeld (di soli 22 anni) come disegnatore, nonostante la poca esperienza nel settore ma le cui tavole sprizzano di una grande energia e dinamismo. Bob in accordo con il nuovo artista, e ignorando la Simonson, decide di introdurre nuovi personaggi e creare un albo maggiormente orientato all'azione e ai combattimenti. Già con il n.87 viene introdotto l'iconico Personaggio di Cable, un mutante armato proveniente dal futuro il quale si unisce al team. Ci viene presentato come una sorta di super soldato con tutti quegli accessori e armamenti cari a Liefeld, il quale li riprende per diversi suoi personaggi nell'arco della carriera. Viene quindi dotato di enormi fucili, muscolatura ipertrofica, cinture con diverse armi e munizioni e un'improbabile corazza, che gli copre parzialmente la parte superiore del petto. Simonson è esclusa dal processo creativo e persino il nome che propone per il mutante del futuro, ovvero Commander X, viene scartato. Le vendite della serie cominciano a decollare e Liefeld comincia a conquistare una popolarità crescente presso i lettori, arrivando a gestire la serie, ormai action-oriented, sotto la supervisione diretta di Harras, emarginando il ruolo della Simonson. Quest'ultima, dopo continue frizioni con Harras, decide quindi di lasciare il titolo, insieme a quello di X-factor e passare alla DC Comics. Il ruolo di scrittore viene quindi assegnato a un più collaborativo Fabian Nicieza, scelto dallo stesso Liefeld al quale Harras concede carta bianca per il futuro sviluppo del titolo. Nel 1991 Rob diviene uno dei più popolari disegnatori della Marvel e propone la cancellazione di The New Mutants, che fa chiudere con il n.100 (aprile 1991) per essere sostituito da una serie best-seller intitolata X-Force che debutta qualche mese dopo. Rob promette al suo editor che questo è un punto di svolta per l'universo mutante e Harras gli concede piena libertà con una scelta che seppur azzardata risulta vincente e fondamentale per le avventure mutanti del nuovo decennio. Con il consenso e la collaborazione di Harras il nuovo team mutante rinuncia ai paradigmi finora fissati dalla gestione Claremont tra cui la ricerca di una pacifica convivenza con gli esseri umani (l'Homo sapiens) i quali vengono visti come una minaccia evolutiva della nuova razza superiore, ovvero i mutanti (l'homo superior). Cable porta il team a combattere senza pietà verso i loro nemici che spesso non vengono risparmiati ma uccisi. Il tasso di violenza e d'azione espresso dalla serie è rafforzato dalle tavole dinamiche con anatomie stravolte e improbabili combattimenti ma di grande efficacia realizzate da Liefeld ormai un top-artist della Marvel. Harras non considera il lavoro svolto da Claremont su Uncanny X-Men in linea con la sua gestione e desidera nuove tematiche più vicine a quella della serie X-Force. Anche in questo caso ingaggia un giovane artista dalle grandi potenzialità quale Jim Lee al quale, dopo una serie di lavori per Uncanny X-Men, viene affidata la nuova attesissima serie mutante X-Men. Con il supporto di Harras, Lee diviene responsabile delle trame della serie con Claremont che si trova rilegato al ruolo di scrittore dei dialoghi. Quest'ultimo abbandona la serie con il n.3 (dicembre 1991) a cui segue il suo ultimo numero per la storica Uncanny X-Men dopo la run record di 15 anni (1976-1991). La serie era ormai nelle mani di un altro giovane e talentuoso disegnatore quale Whilce Portacio, con uno stile simile a Lifeld ma dai tratti più armonici e con più attenzione ai dettagli. Nel nuovo corso voluto da Harras i disegnatori diventano l'epicentro delle storie e i beniamini dei lettori che li premiano con vendite record. Il ruolo di star del mondo dei comic da parte di Leifeld, Lee, Portacio, McFarlane su Spider-Man e Marc Silvestri su Wolverine mette le basi per la rivolta di questi stessi artisti contro la Marvel per fondare una loro casa editrice indipendente, ovvero la Image Comics nel 1992. Il primo a creare problemi ad Harras è proprio il suo pupillo Rob Liefeld il quale vuole una nuova serie creator-owned al di fuori dell'universo Marvel e per la quale Olbrich, presidente della casa editrice indipendente Malibu Comics è disposto a creare l'imprint denominato Image il cui banner è concepito dallo stesso Liefeld. La serie viene pubblicizzata con il titolo The Executioners con enfasi sulla lettera X e il nome di Liefeld come disegnatore della X-Force. Harras reagisce in maniera molto dura e intima Rob di lasciare perdere il progetto, pena la rimozione dai suoi incarichi. Tale reazione non ferma la nuova star dei comic che pondera il passaggio alla DC e trasforma il titolo The Executioners in Youngblood, destinata a divenire la prima serie della Image. Harras con il suo ostracismo alimenta un malcontento latente in diversi artisti top-seller della Marvel quali Todd McFarlane, Erik Larsen e Marc Silvestri, ormai divenuti i beniamini dei lettori, ma che non si sentono adeguatamente retribuiti dalla Marvel. Presto a loro si unisce lo stesso Jim Lee, un'altra delle scoperte di Harras, l'editor che ha di fatto dato più importanza ai disegnatori piuttosto che agli scrittori, dando involontariamente inizio ad una rivoluzione che porta alla Modern Age e che vedrà la Marvel perdere i suoi talenti in favore del mercato indipendente.
Nel 1995 inizia uno dei periodi più difficili per Marvel e il mercato fumettistico con una drastica riduzione delle vendite (nel biennio 1995/1996) che colpisce il Direct Market in seguito al crollo della bolla speculativa e la sovrastima delle copie di albi pubblicati che vanno a saturare il mercato. Alla Marvel il capro espiatorio viene individuato dal presidente Terry Stewart nell'editor-in-chief Tom Defalco che viene privato di ogni potere decisionale, assegnandogli un ruolo dal valore puramente formale quale Senior Vice-President. Viene quindi varata un nuova organizzazione editoriale denominata Marvelution che prevede 5 editor-in-chief quali Bob Harras, Bob Budiansky, Bobbie Chase, Mark Gruenwald, e Carl Potts, i quali rendono direttamente conto a Stewart per il parco testate a loro assegnato. La mossa si rivela insostenibile già entro la fine del 1995 sia per la confusione editoriale nella gestione della continuity sia a livello di spese per una casa editrice in crisi. La Marvel si trova costretta a tagliare la pubblicazione di 24 titoli tra i meno venduti e ormai da 3 anni si ritrova come terza forza del mercato la Image fondata dai sette top-artist provenienti della stessa casa editrice. Tale situazione è dovuta in primo luogo allo scontro tra Harras e Liefeld (ideatore della Image), a cui si aggiunge la poca lungimiranza di Stewart poco propenso a riconoscere il giusto valore dei suoi autori migliori. Come parte della Marvelution si vuole creare un evento editoriale con un crossover tra diversi titoli. Tra quelli proposti dai vari editor-in-chief, viene scelto quello proposto da Bob Harras ovvero  The Age of Apocalypse che prevede il coinvolgimento di tutte le serie mutanti (in calo nelle vendite). Harras riesce a convincere i responsabili del marketing e lo stesso presidente a interrompere la pubblicazione delle attuali 9 serie mutanti per essere sostituite da altrettante limited-series che si svolgono in una linea temporale alternativa. L'anomalia è causata dal figlio di Xavier, il mutante schizofrenico Legion che si reca nel passato per uccidere Magneto, ma accidentalmente uccide il padre, alterando il corso della storia conosciuta degli X-Men. La scelta di Harras è vincente ed entusiasma i lettori contro ogni pronostico del gruppo dirigente della Marvel. Il progetto si rivela un successo che blocca l'emorragia dei lettori degli X-Men e viene orchestrato dallo stesso Harras insieme agli scrittori Scott Lobdell e Fabian Nicieza. Altro merito di Harras è di aver scelto e resi celebri alcuni autori e artisti che hanno partecipato alle nuove miniserie mutanti. Si tratta di una schiera di fumettisti destinati a lasciare il segno nella seconda metà del decennio e negli anni duemila. Tra questi figurano Jeph Loeb e Steve Skroce, autori di X-Man (che prende il posto della serie Cable), Warren Ellis, scrittore di X-Calibre (che subentra a Excalibur), Chris Bachalo ai disegni di Generation Next (sostituta di Generation X), Adam Kubert ai disegni di Weapon-X (al posto di Wolverine), il disegnatore Steve Epting per Factor X (da X-Factor), l'artista Tony Daniel su Gambit & X-ternals (sostituta di X-Force), Andy Kubert su Amazing X-Men (che rimpiazza X-Men), Joe Madureira ai disegni di Astonishing X-Men (sostituta di Uncanny X-Men). A queste si aggiunge una serie antologica sulla nuova linea temporale. Nonostante il successo di Age of Apocalypse, la Marvel si trova nel 1996 ad affrontare il suo anno più critico arrivando a perdere il 34% del suo mercato (con una perdita di quasi 50 milioni di dollari), la chiusura di decine di serie, il suo valore in borsa perde il 66%. La compagnia si trova costretta a invocare il Chapter 11 (bancarotta controllata), dichiarata il 27 dicembre 1996. Le conseguenze vedono il necessario taglio delle spese con un licenziamento di 275 membri dello staff e la fine della politica di Stewart che prevedeva 5 editor-in-chief. In questa situazione drammatica con un morale aziendale ai minimi storici, Bob Harras nel 1996 viene nominato unico editor-in-chief della Marvel Comics. I problemi però non finiscono e il taglio del personale continua anche nel 1997 con il valore borsistico della Marvel crollato del 90% rispetto ai suoi massimi storici. Vi è inoltre il fallimento del tentativo di rendere profittevole il mercato delle trading cards e di sviluppare blockbuster di successo. Bob Harras si ritrova una compagnia con poche prospettive e il cui rilancio risulta difficoltoso. Visto il successo ottenuto dalla Image Comics, Harras si trova costretto ad approvare e gestire il progetto Heroes Reborn dove diversi artisti che avevano abbandonato la Marvel per fondare la image vengono richiamati per rilanciare le serie Captain America (affidata a Lifeld e Loeb), Avengers (di Liefeld e Jim Valentino), Fantastic Four (di Jim Lee) e Iron Man (di Lee e Portacio). La continuity precedente viene azzerata e i personaggi tolti dall'universo Marvel canonico. Il contratto proposto agli artisti Image è di dodici mesi (per 12 albi). Inizialmente le vendite partono sotto i migliori auspici con alcuni titoli che triplicano le vendite di alcune serie pre-Heroes Reborn, ma ne segue un repentino crollo, unito alle proteste dei lettori per aver esiliato iconici super eroi dall'Universo Marvel. Il primo a essere allontanato è Liefeld dopo 6 mesi di run su Capitan America e Avengers. La dirigenza impone la chiusura del progetto Heroes Reborn dopo solo un anno. Harras vede fallire l'iniziativa di rilancio e chiama lo scrittore Peter David per realizzare Heroes Born: The Return con cui i super eroi implicati vengono reintrodotti nella continuity dell'universo Marvel. Quando la Marvel si ritrova sotto il Chapter Eleven inizia una disputa finanziaria per la sua acquisizione visto il crollo del valore dell'azienda. Sono interessate compagnie quali la MGM, la Sony, la Time Warner (già proprietaria della DC Comics), e un gruppo di investitori radunati dall'ex editor-in-chief Jim Shooter e Chunk Rozanski. Tutte le parti in causa sono però preoccupate dai debiti e dalle difficoltà di ristrutturare la storica casa editrice in un mercato che nel 1998 è ancora in calo di vendite (il 16% rispetto all'anno precedente). L'acquirente che diviene così proprietario della casa editrice è la Toy Biz che comprando la Marvel diviene anche proprietaria della Sky Box Cards e Panini Stickers. Si tratta di una fusione che toglie la casa editrice dalla banca rotta. Fortunatamente il progetto Heroes Return gestito da Harras riporta in vetta alle classifiche le 4 serie date precedentemente in appalto ad alcuni artisti Image ma il rilancio definitivo del gruppo lo vede posto ai margini della nuova gestione voluta da Avi Rad, Ike Perlmutter e Joe Ahearn, provenienti dal gruppo Toy Biz e fondatori della nuova Marvel Enterprises (nel 1998). La Toy Biz procede con un estremo taglio delle spese e un'ulteriore riduzione dello staff. Tra gli editor c'è chi afferma che gli uffici della Marvel sembrano ormai una zona di guerra. La nuova gestione proibisce allo staff di effettuare chiamate interurbane, vi è una riduzione della qualità e controllo editoriale, non viene più concesso il caffè gratuitamente, lo stesso vale per le bottiglie d'acqua, si riducono le spese della cancelleria e dopo le 5 del pomeriggio viene tolta l'elettricità. Harras, come editor-in-chief si ritrova a gestire uno staff di editori demotivati e pronti a lasciare l'azienda in caso di offerte e luoghi di lavoro migliori. Nonostante questo tra il 1996 e il 1998 non lascia nulla di intentato e arriva ad appoggiare iniziative (anche bizzarre) per rilanciare i personaggi Marvel, tra queste vi è l'improbabile crossover Star Trek/X-Men, il Team-Up tra Savage Dragon di Erik Larsen (Image) e Howard the Duck (scritto da Steve Gerber), su ispirazione di Gruenwald l'inter-company crossover DC versus Marvel/Marvel versus DC, con uno scontro tra i principali super eroi delle due rivali storiche Marvel e DC, ai quali segue il progetto Amalgam Comics che vede la creazione di nuovi super eroi nati dalla fusione di personaggi DC e Marvel. Tra questi val la pena sottolineare Super Soldier (che unisce Capitan America e Superman), Spider Boy (una combinazione di Superboy e Spider-Man) e Legend of the Dark Klaw (combinazione di Batman e Wolverine). Nonostante il successo di talune di queste iniziative, emerge un'evidente mancanza di idee originali e ci si ritrova con una pletora di pubblicazioni realizzate a puri scopi commerciali e di marketing. Il nuovo Presidente della Marvel Enterprises Joe Calamari diffida del precedente staff editoriale e dello stesso Harras, vuole giovani e talentuosi artisti a guidare la ripresa della compagnia. Per questo la scelta ricade su Joe Quesada e Jimmy Palmiotti per i quali viene creato l'imprint Marvel Knights. Nonostante la giovane età il duo Quesada/Palmiotti è reduce da una fruttuosa esperienza alla Valiant e nei 4 anni precedenti ha fondato e guidato una loro casa editrice indipendente, la Event Comics, riuscita ad imporsi malgrado il crollo del mercato. Per metterli alla prova vengono affidati loro il rilancio di 4 storici personaggi/team le cui serie sono state chiuse o in procinto di esserlo. Si tratta di Daredevil, Punisher, Inhumans e Balck Panther. Contro ogni aspettativa il successo di vendite della nuova etichetta è sorprendente, aprendo le porte alla nomina di Joe Quesada quale nuovo editor-in-chief della Marvel nel 2000, con la conseguente detronizzazione di Bob Harras.

### Gli anni duemila
Jim Lee, artista lanciato dallo stesso Bob Harras dieci anni prima con la nuova serie X-Men, ha necessità di un editor con esperienza capace di gestire i suoi studios, i vari sub-imprint e la nuova fase di espansione iniziata nel 1999 che prevede l'acquisizione di licenze per fumetti derivati da videogiochi e film, con l'ulteriore espansione di titoli creator-owned. A partire dal 15 novembre 2001 Bob Harras diviene Senior Editor degli studios Wildstorm e così entra a far parte della DC Comics. Nel decennio successivo, visto la buona gestione dell'imprint di Jim Lee, la DC gli affida il titolo di editor group per le raccolte di cicli di fumetti già editi e il ruolo di redattore della nuova Who's Who serie. Bob Harras si guadagna la fiducia della compagnia che a partire dal 27 settembre del 2010 viene nominato vicepresidente e di editor-in chief della DC Comics, con il compito di supervisionare l'intero parco testate dell'universo DC, il Mad Magazine e contribuire a livello editoriale e creativo all'etichetta Vertigo di Karen Berger. Da notare che Bob diviene il primo editor-in-chief a ricoprire il ruolo dal 2002, quando l'ex presidente Jenette Kahn si investì anche di quella posizione tra il 1989 e il 2002.
Come scrittore Bob Harras ha realizzato una lunga sequenza di storie dei Vendicatori negli anni novanta e ha lavorato alla serie della Justice League of America nel 2006.

### Gli anni duemilaeventi (dal 2020)
Nel 2020 rientra a far parte della purga del personale DC voluta dalla nuova proprietà nata dalla fusione tra AT&T e Warner Bros.. Ne sono vittime alcuni dei massimi dirigenti e direttori creativi del gruppo, ma il taglio alle spese viene dichiarato come inevitabile e necessario per rilanciarle la nuova corporation a livello multimediale. Grazie anche all'incoraggiamento di due suoi collaboratori alla DC quali Brian Cunnigham (ora Immortal EDitor) e Hank Kanalanz (Head of Publishing alla Immortal), anche loro reduci dal DC Bloodbath Harras accetta un importante ruolo di redattore e consulente della casa editrice indipendente fondata da Peter "Payhuan" Shiao, che oltre al ruolo di amministratore delegato è anche autore di storie a fumetti, direttore creativo e Editor-in-Chief. Shiao costruisce a livello narrativo la pietra angolare su cui si basa l'universo fumettistico della Immortal denominato Storyverse. Shiao definisce la sua compagnia "transmedia, direct to consumer entertainment studios che si pone l'obiettivo di sviluppare a livello multimediale e con diversi canali di distribuzione il genere Wuxia, ovvero storie fantasy che ruotano attorno alle arti marziali cinesi". Lo Storyverse è il primo universo fumettistico Wuxia e con le prospettive di espansione dei contenuti, dei prodotti multimediali, della assunzione e gestione di un sempre più ampio staff creativo. Bob Harras e la sua decennale esperienza viene visto come l'Editor ideale per tali propositi.